# Дін Ся
Дін Ся (кит.: 丁霞, нар. 13 січня 1990) — китайська волейболістка, олімпійська чемпіонка 2016 року.

## Виступи на Олімпіадах
| Олімпіада           | Дисципліна | Місце |
| ------------------- | ---------- | ----- |
| Ріо-де-Жанейро 2016 | волейбол   | 1     |

## Зовнішні посилання
- Дін Ся — олімпійська статистика на сайті Sports-Reference.com (англ.) (архівна версія)

1. 1 2  Olympedia — 2006.
2. ↑  Xia Ding - Sezon 2023/2024 - Zawodniczki — ORLEN Liga.